# فرودگاه نانت آتلانتیک
فرودگاه نانت آتلانتیک (به انگلیسی: Nantes Atlantique Airport) (به زبان بومی: Aéroport Nantes Atlantique) یک فرودگاه همگانی با کد یاتا NTE است . این فرودگاه در شهر نانت کشور فرانسه قرار دارد و در ارتفاع ۲۷ متری از سطح دریا واقع شده‌است.

## شرکت‌های هواپیمایی و مقصدهای پروازی

### مسافری
| شرکت‌های هواپیمایی                          | مقصدهای پروازی |
| ------------------------------------------ | --- |
| ایجین ایرلاینز                             | فصلی: آتن، هراکلین، کالاماتا |
| ایر لینگاس                                 | فصلی: دوبلین |
| کورسیکا ایر                                | فصلی: آیاتچو – ناپلئون بنوپارت، باستیا – پورتا |
| ایر فرانس                                  | شارل دوگل پاریس |
| Air Transat                                | فصلی: مونترآل-پییر الیوت ترودو |
| ای‌اس‌ال ایرلاینز فرانسه                     | چارتر فصلی: آتن، سالونیک |
| بریتیش ایرویز                              | فصلی: هیترو لندن |
| بروکسل ایرلاینز اجرا توسط فلای‌بی           | بروکسل |
| Chalair Aviation                           | بوردو–مریگناک، پائو پیرنه |
| ایزی‌جت                                     | لیل، لیسبون پورتلا، گاتویک، لوتن لندن، لیون-سینت اگزوپری، میلانو مالپنسا، نیس کوت دازور، فرنسیسکو جسا کارنئیرو، تولوز-بلانیاک فصلی: بریستول، جان لنون لیورپول |
| easyJet Switzerland                        | بازل-مولوز-فرایبورگ اروپا، ژنو |
| فلای‌بی                                     | ساوت‌همپتون فصلی: بیرمنگام، منچستر |
| هاپ!                                       | اسخیپول آمستردام، دوسلدورف، هامبورگ (آغاز از ۲۹ اکتبر ۲۰۱۷) لیل، لیون-سینت اگزوپری، مارسی پروانس، میلانو مالپنسا، مونپلیه - مدیترانه، نیس کوت دازور، اورلی، استراسبورگ، تولوز-بلانیاک فصلی: کلوی–سینت-کاترین، فیگاری ساد-کورسه، پرپینیان-ریوسالت |
| ایبریا اکسپرس                              | مادرید-باراخاس |
| ایر نوستروم اجرا توسط ایر نوستروم          | مادرید-باراخاس |
| لوفت‌هانزا                                  | مونیخ |
| نوول‌ایر                                    | دیربا–زارزیس، تونس قرطاج فصلی: منستیر – حبیب بورقیبه |
| هواپیمایی پادشاهی مراکش                    | محمد پنجم، مراکش-منارا |
| رایان‌ایر                                   | دوبلین، ادینبرو (آغاز از ۳۰ اکتبر ۲۰۱۷), فس-سایس، مارسی پروانس, |
| اسمارت‌وینگز اجرا توسط تراول سرویس ایرلاینز | فصلی: فوئرته‌ونتورا، گرن کناریا، پالرمو، تنریف جنوبی |
| تاپ پرتغال اجرا توسط TAP Express           | لیسبون پورتلا |
| طاسیلی ایرلاینز                            | هواری بومدین |
| ترنسویا فرانس                              | برلین شونفلد، کریستیانو رونالدو، لیسبون پورتلا، مراکش-منارا، فرنسیسکو جسا کارنئیرو فصلی: هواری بومدین، آتن، فارو، هراکلین، مالت، منستیر – حبیب بورقیبه، سن پابلو، ونیز مارکو پولو |
| تراول سرویس ایرلاینز                       | چارتر فصلی: شنن |
| TUI fly Belgium                            | اگادیر المسیره، مراکش-منارا |
| تونس ایر                                   | دیربا–زارزیس، تونس قرطاج |
| ولوتی                                      | فوئرته‌ونتورا، گرن کناریا، لانزاروته (آغاز از ۲۳ دسامبر ۲۰۱۷), مادرید-باراخاس، مونپلیه - مدیترانه، پراگ رازیون، استراسبورگ، تنریف جنوبی، تولوز-بلانیاک، ونیز مارکو پولو فصلی: آیاتچو – ناپلئون بنوپارت، آلیکانته-الچه، باستیا – پورتا، کگلیاری-الماس، کورفو، دوبروونیک، فارو، فیگاری ساد-کورسه، ایبیزا، مالاگا، منورکا، مونیخ، ملی جزیره میکناس، ناپل، اولبیا - کاستا اسمرالدا، پالرمو، پالما د مایورکا، پرپینیان-ریوسالت، گالیله، ملی سادورینی، اسپلیت، والنسیا، وین |
| ویولینگ                                    | آلیکانته-الچه، بارسلونا-ال پرات، گرن کناریا، مالاگا، لئوناردو دا وینچی-فیومیچینو فصلی: پالما د مایورکا، سن پابلو، تنریف جنوبی |
| ایکس‌ال ایرویز فرانسه                       | فصلی: مارتینیک امه سزر (آغاز از ۹ ژانویه ۲۰۱۸), پونتا کانا |

### باری
| شرکت‌های هواپیمایی                                    | مقصدهای پروازی |
| ---------------------------------------------------- | -------------- |
| دی‌اچ‌ال اوییشن اجرا توسط یوروپین ایر ترنسپورت لایپزیگ | لایپزیگ/هال    |